# Herbert Elwell
Herbert Elwell (né le 10 mai 1898 à Minneapolis – mort le 17 avril 1974 à Cleveland) est un compositeur et critique musical américain.
Il a composé beaucoup de musique de chambre et de musique vocale. Un certain nombre des pièces vocales étaient écrites pour la soprano Marie Simmelink Kraft. Il a également composé de nombreuses œuvres orchestrales qui ont été fort appréciées par des chefs d'orchestre comme Artur Rodzinski, Leopold Stokowski, William Steinberg et Howard Hanson. En 1961, il reçoit le premier Cleveland Arts Prize for Music. Ses autres distinctions incluent le Prix Paderewski, le Marjorie Peabody Waite Award du National Institute of Arts and Letters, et des doctorats honorifiques de l'Université de Rochester et de la Western Reserve University.